# 발랑티누아 여공작 샤를로트
발랑티누아 여공작 샤를로트(Princess Charlotte, Duchess of Valentinois, 1898년 9월 30일 ~ 1977년 11월 15일)는 모나코의 공 루이 2세의 딸이자 왕자 레니에 3세의 어머니이다. 1922년부터 1944년까지 모나코의 세습 공녀로 추정되는 상속녀였다.
| 전임 알베르 1세 | 발랑티누아 여공작 1919년 ~ 1977년 11월 15일 | 후임 레니에 3세 |